# 巴林国王

巴林皇家旗

巴林国王 (阿拉伯语：ملك البحرين)是巴林的君主、国王。从1783年到1971年，巴林的君主称号为哈基姆，从1971年到2002年，称埃米尔。2002年2月，巴林当时的埃米尔哈马德·本·伊萨·阿勒哈利法，称巴林国王，他是巴林首任国王。

## 列表

### 巴林哈基姆
- 艾哈迈德·本·穆罕默德·本·哈利法 (1783－1796)
- 阿卜杜拉·本·阿黑麻·阿勒哈利法 (1796－1843):

- 苏尔曼·本·阿黑麻·阿勒哈利法 (1796－1825)
- 哈利法·本·苏尔曼·阿勒哈利法 (1825－1834)

- 穆罕默德·本·哈利法·阿勒哈利法 (1834－1842) (第一次)
- 穆罕默德·本·哈利法·阿勒哈利法 (1843－1868) (第二次)
- 阿里·本·哈利法·阿勒哈利法 (1868－1869)
- 穆罕默德·本·哈利法·阿勒哈利法 (1869－1869) (第三次)
- 穆罕默德·本·阿卜杜拉·阿勒哈利法 (1869)
- 伊萨·本·阿里·阿勒哈利法 (1869－1932)
- 哈马德·本·伊萨·阿勒哈利法 (1932－1942)
- 萨勒曼·本·哈马德·阿勒哈利法 (1942－1961)
- 伊萨·本·萨勒曼·阿勒哈利法 (1961－1971)

### 巴林埃米尔
- 伊萨·本·萨勒曼·阿勒哈利法 (1971－1999)
- 哈马德·本·伊萨·阿勒哈利法 (1999－2002)

### 巴林国王
- 哈马德·本·伊萨·阿勒哈利法 (2002－)